# Kalapuya
Die Kalapuya sind eine Gruppe sprachlich und kulturell eng miteinander verwandter nordamerikanischer Indianerstämme. Traditionell leben sie im US-Bundesstaat Oregon im Willamette-Tal.
Von den wahrscheinlich ursprünglichen 15.000 Stammesmitgliedern verblieben durch Krankheiten und Vertreibung aktuell etwa noch 600 Mitglieder, von den die meisten den Confederated Tribes of the Grand Ronde Community of Oregon angehören.
Die Kalapuya sprachen drei verschiedene Sprachen aus der Kalapuya-Sprachgruppe: Nord-Kalapuya, Zentral-Kalapuya und Süd-Kalapuya. Die Kalapuya-Sprachen sind in der Mitte des 20. Jahrhunderts ausgestorben.